# 冯碧红
冯碧红（1965年—），广西靖西人，壮族，中华人民共和国政治人物、第十二届全国人民代表大会广西地区代表。
毕业于广西教育学院汉语言文学。2013年，担任全国人大代表。